# Dzierżynskoje (obwód tomski)
Dzierżynskoje (ros. Дзержинское) – wieś (sieło) w Rosji, w obwodzie tomskim, w okręgu miejskim Tomska. W 2010 liczyła 2861 mieszkańców.